# Plavac mali
Plavac mali – odmiana winorośli właściwej o ciemnej skórce, pochodząca z terytoriów dawnej Jugosławii. Najpopularniejsza odmiana na wino czerwone w Chorwacji.

## Charakterystyka
F. Trümmer w dziele Systematische Klassification und Beschreibung der im Herzogthum Steiermark vorkommenden Rebensorten (Systematyczna klasyfikacja i opis odmian winorośli spotykanych w księstwie Styrii, 1841) opisał tę odmianę jako typową dla Dalmacji. Plavac mali bywał mylony z tribidragiem (primitivo), lecz późniejsze badania DNA ustaliły drzewo genealogiczne odmian spotykanych w Chorwacji.
Plavac mali okazał się krzyżówką tradycyjnie uprawianych w regionie odmian primitivo (tribidrag, crljenak kaštelanski) i dobričić. Wśród innych spokrewnionych odmian znajduje się m.in. vranac.
W winnicach wystawionych na działanie wiatru albo ostrego słońca plavac mali jest przycinany do formy krzewiastej. Odmiana dojrzewa późno, dzięki czemu nadaje się do upraw na stokach południowych. Plavac mali ma małe jagody, lecz o grubej skórce, gromadzące znaczne ilości cukru.

## Wina
Odmiana jest typową dla Chorwacji i dobrze dostosowana do warunków uprawy na półwyspie Pelješac.
Garbniki potrafią być na tyle wyraziste, iż niektórzy producenci decydują się na niedoprowadzanie winifikacji do końca, by utrzymać pewien poziom cukru resztkowego dla złagodzenia smaku. Typowymi nutami smakowymi są wiśnie, śliwki i jagody. Wina dobrze nadają się do leżakowania w butelkach.

## Rozpowszechnienie
Powierzchnia upraw w Chorwacji obejmowała w 2009 obszar 2925 ha winnic. Odmiana jest uprawiana na prawach apelacji w regionach Dalmatinska Zagora i Srednja i Južna Dalmacija, a także w ściślej określonych, dla win dingač (słodkawe) i postup (ostrzejsze) na półwyspie Pelješac, najwyżej ocenianych oraz apelacjach związanych z wyspami, np. Hvar
Poza Chorwacją odmiana jest uprawiana w Macedonii pod nazwą plavec mal.

## Synonimy
Wśród popularnych synonimów są crljenak, crvenak, cvrstac, grestavac, kasteljanak, kusmanic, pagadebit crni, pagadebit mali, plavac veliki, plavec mal, reanac, rodulic, rudica, sarak, viska i zelenak (w Dubrowniku)
Plavac mali jest odmianą różną od winorośli babić.